# M9ACE
M9ACE(Armored Combat Earthmover)とはアメリカ陸軍の工兵部隊が使用している装甲ブルドーザーである。

## 構造
車体前面にドーザーを持ちその後ろには6.7立方メートル(8.7立方ヤード)の容積を持ち9トンの土砂を積載可能なスクラッパー・ボウルがある。
ここに土砂を積載することで自重を増やしてブルドーザーとしての能力を向上させることが出来る。空の状態ではC-130輸送機で空輸可能である。
運転席とエンジンは車体の後部にある。一名の運転手によって操縦され運転手は8個の窓を持つキューポラから周囲を視察する。
装甲は砲弾の断片と小銃弾に対して全周囲防御能力を持っており、最前線での運用を想定している。一般的なブルドーザーと比べると機動力は高く最高速度は50 km/hになり不整地でも装甲戦闘車両と同様の機動力を発揮できるため自力で機甲部隊に随伴することが可能である。

## 運用
イラク戦争では最前線で塹壕を攻略するために使用され、イラク軍の兵士を塹壕ごと生き埋めにした。

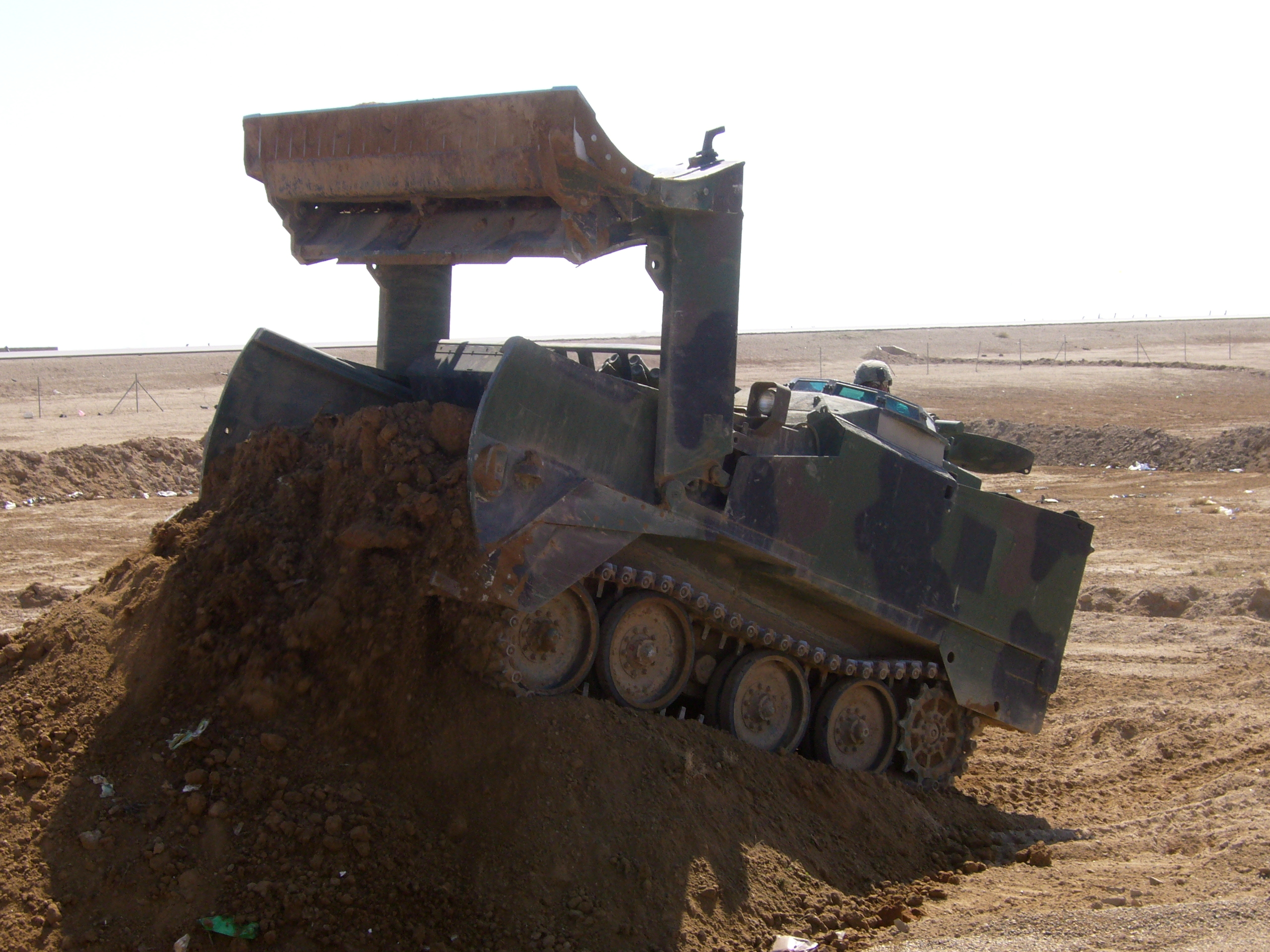
土を盛り上げるためにエプロン (保護板) を高く上げ、ボウルから土砂を押し出しているM9
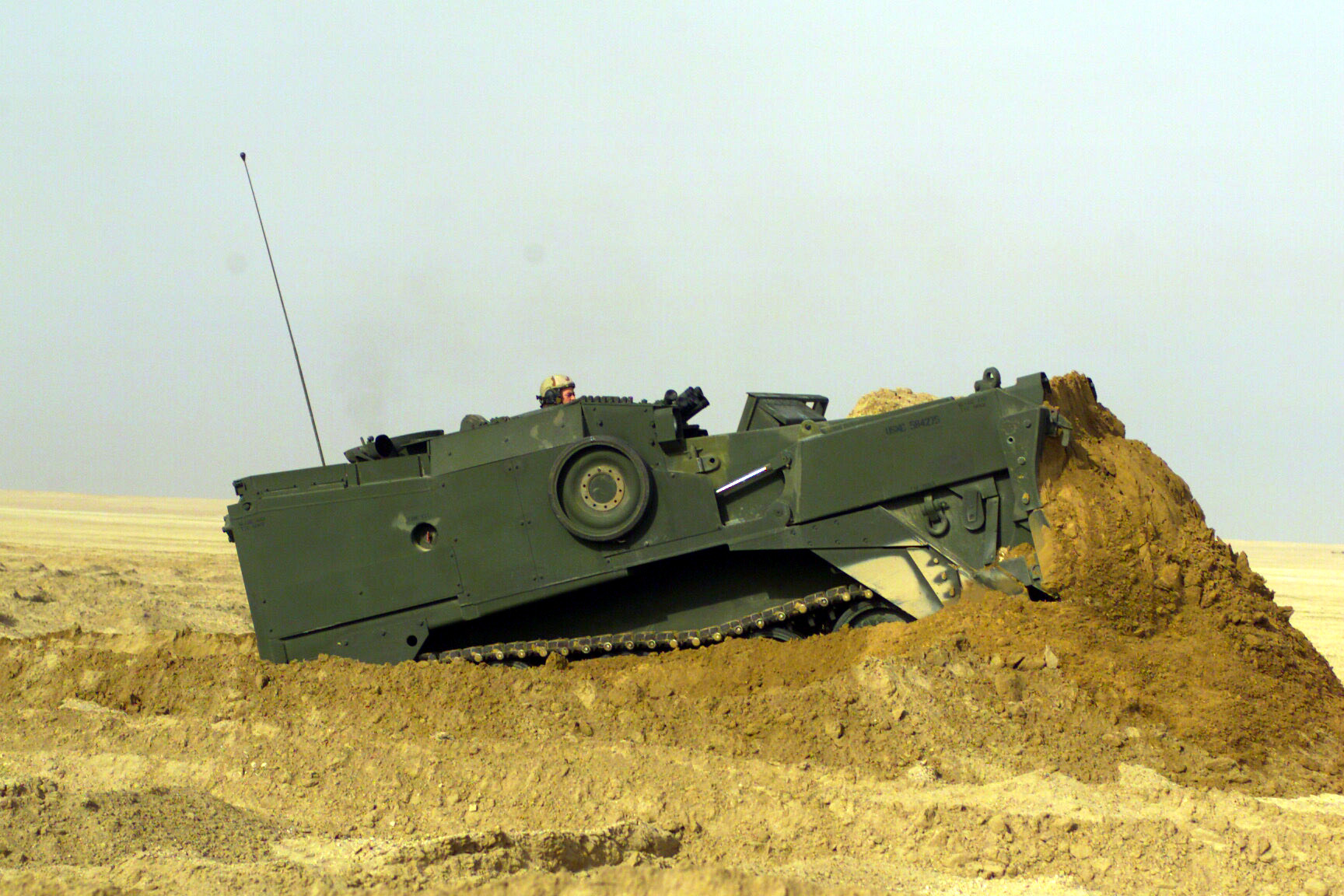
イラク戦争の前にクウェートで作業中のM9